# Orientale (tỉnh)
Orientale (hay Oriental; trước đây là Haut-Zaïre, sau đó Haut-Congo) là một trong 11 đơn vị hành chính cấp tỉnh của Cộng hòa Dân chủ Congo, giáp biên giới với các vùng Tây và Bắc của Uganda ở phía đông, Trung Equatoria và Đông Equatoria của Nam Sudan ở phía đông bắc, Haut-Mbomou và Mbobou của Cộng hòa Trung Phi. Tỉnh lị của nó là Kisangani.